# 4829 Sergestus
4829 Sergestus (1988 RM1) là một Trojan của Sao Mộc được phát hiện ngày 10 tháng 9 năm 1988 bởi C. S. Shoemaker ở Palomar.